# روزی وایت
روزی وایت (انگلیسی: Rosie White؛ زادهٔ ۶ ژوئن ۱۹۹۳) بازیکن فوتبال اهل نیوزیلند است.
از باشگاه‌هایی که در آن بازی کرده‌است می‌توان به باشگاه فوتبال لیورپول و باشگاه فوتبال زنان لیورپول اشاره کرد.
وی همچنین در تیم‌های ملی فوتبال ملی زیر 17 سال زنان نیوزلند , تیم ملی فوتبال زیر 20 سال زنان نیوزلند، و زنان نیوزیلند بازی کرده‌است.